# 伊万陨石坑
伊万陨石坑（Ivan）是位于月球正面风暴洋中部一座小坑状的结构，形成年代不详，其名称取自俄语男性名，1976年被国际天文学联合会正式接受。

## 描述

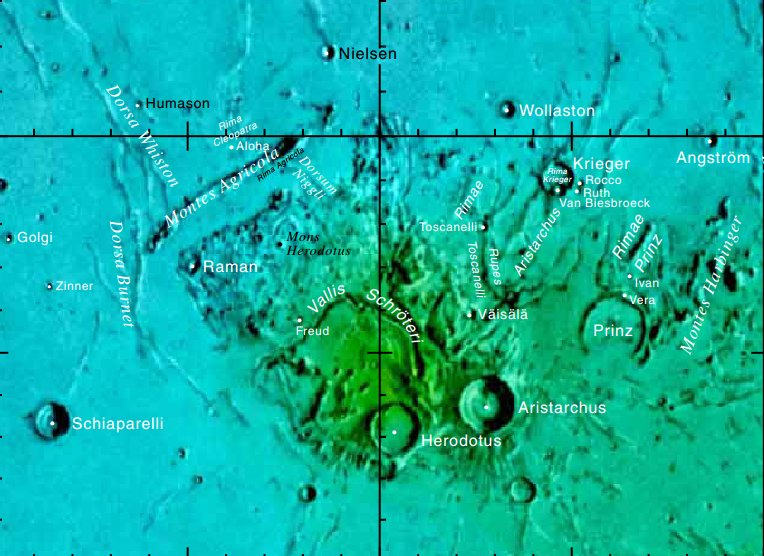
伊万陨石坑的周边，月球正面区域图。

该陨坑被普林茨月溪所环绕，西南靠近大小相似的薇拉陨石坑，在它的西北分布了更大的范比斯布莱特陨石坑、克里格陨石坑、罗科陨石坑和鲁思陨石坑，东北稍远处与埃格斯特朗陨石坑相毗邻，而西南则坐落了普林茨陨石坑。伊万陨石坑的西侧蜿蜒着阿里斯塔克月溪，东面绵延着南北伸展的哈宾杰山脉。
该陨坑中心月面坐标为26°31′N 43°10′W / 26.52°N 43.16°W，直径3.84公里，深约0.67公里。
伊万陨石坑坐落在普林茨月溪中一条蜿蜒曲折的分支上，位于地势最高处，它的坑壁最大高出周边地形140米，内部容积约为2.26立方千米。该陨坑的地质属性目前尚不清楚，可能是一座火山臼。

在1976年被国际天文学联合会正式命名前，该陨坑曾被称作卫星坑普林茨 B（所谓的“卫星坑标记法”：以所靠近的主坑名+字母来命名）。

## 另请参阅
- Andersson, L. E.; Whitaker, E. A. . NASA RP-1097. 1982.
- Blue, Jennifer. . USGS. July 25, 2007  [2007-08-05]. （原始内容存档于2015-05-26）.
- Bussey, B.; Spudis, P. . New York: Cambridge University Press. 2004. ISBN 978-0-521-81528-4.
- Cocks, Elijah E.; Cocks, Josiah C. . Tudor Publishers. 1995. ISBN 978-0-936389-27-1.
- McDowell, Jonathan. . Jonathan's Space Report. July 15, 2007  [2007-10-24]. （原始内容存档于2015-01-12）.
- Menzel, D. H.; Minnaert, M.; Levin, B.; Dollfus, A.; Bell, B. . Space Science Reviews. 1971, 12 (2): 136–186. Bibcode:1971SSRv...12..136M. doi:10.1007/BF00171763.
- Moore, Patrick. . Sterling Publishing Co. 2001. ISBN 978-0-304-35469-6.
- Price, Fred W. . Cambridge University Press. 1988. ISBN 978-0-521-33500-3.
- Rükl, Antonín. . Kalmbach Books. 1990. ISBN 978-0-913135-17-4.
- Webb, Rev. T. W.  6th revised. Dover. 1962. ISBN 978-0-486-20917-3.
- Whitaker, Ewen A. . Cambridge University Press. 1999. ISBN 978-0-521-62248-6.
- Wlasuk, Peter T. . Springer. 2000. ISBN 978-1-85233-193-1.